# Druxberge
Druxberge – gmina w Niemczech, w kraju związkowym Saksonia-Anhalt, w powiecie Börde, należąca do wspólnoty administracyjnej Obere Aller.

## Geografia
Druxberge leży 9 km na północ od Seehausen i 17 km na zachód od Magdeburga.